# Braunschweiger Turn- und Sportverein Eintracht von 1895 1998-1999
Questa voce raccoglie le informazioni riguardanti il Braunschweiger Turn- und Sportverein Eintracht von 1895 nelle competizioni ufficiali della stagione 1998-1999.

## Stagione
Nella stagione 1998-1999 l'Eintracht Braunschweig, allenato da Uwe Hain, concluse il campionato di Regionalliga nord al 3º posto.

## Rosa
| N. |                     | Ruolo | Calciatore        |
| -- | ------------------- | ----- | ----------------- |
| 4  | Camerun (bandiera)  | D     | Serge Branco      |
| 5  | Germania (bandiera) | D     | Frank Meißner     |
| 13 | Albania (bandiera)  | C     | Rrustem Podvorica |
| 18 | Germania (bandiera) | A     | René Deffke       |
| 20 | Polonia (bandiera)  | A     | Piotr Tyszkiewicz |
| 22 | Germania (bandiera) | C     | Niels Mackel      |
|    | Germania (bandiera) | P     | Mathias Hain      |
|    | Germania (bandiera) | D     | Thomas Pfannkuch  |
|    | Germania (bandiera) | C     | Thoralf Bennert   |

| N. |                     | Ruolo | Calciatore         |
| -- | ------------------- | ----- | ------------------ |
|    | Germania (bandiera) | C     | Marco Dehne        |
|    | Germania (bandiera) | C     | Thorsten Kohn      |
|    | Germania (bandiera) | C     | Andreas Winkler    |
|    | Albania (bandiera)  | C     | Armando Zani       |
|    | Germania (bandiera) | A     | Daniel Jurgeleit   |
|    | Serbia (bandiera)   | A     | Vladan Milovanović |
|    | Croazia (bandiera)  | A     | Jasmin Samardžic   |
|    | Germania (bandiera) | A     | Sven Simonsen      |

## Organigramma societario
Area tecnica
- Allenatore: Uwe Hain
- Allenatore in seconda:
- Preparatore dei portieri:
- Preparatori atletici:
- Analisi video:

## Calciomercato

### Sessione estiva
| Acquisti | Acquisti           | Acquisti        | Acquisti |
| R.       | Nome               | da              | Modalità |
| -------- | ------------------ | --------------- | -------- |
| D        | Frank Meißner      | S.F. Ricklingen |          |
| A        | Vladan Milovanović | Hannover 96     |          |
| A        | Sven Simonsen      | Osnabrück       |          |
| A        | Piotr Tyszkiewicz  | Wolfsburg       |          |
| C        | Andreas Winkler    | Wolfsburg       |          |

| Cessioni | Cessioni        | Cessioni          | Cessioni |
| R.       | Nome            | a                 | Modalità |
| -------- | --------------- | ----------------- | -------- |
| D        | Sven Boy        | Arminia Bielefeld |          |
| A        | Milos Kolakovic | Arminia Bielefeld |          |
| A        | Leo Marić       | Union Berlino     |          |

### Sessione invernale
| Acquisti | Acquisti          | Acquisti          | Acquisti |
| R.       | Nome              | da                | Modalità |
| -------- | ----------------- | ----------------- | -------- |
| A        | René Deffke       | Eintracht Treviri |          |
| C        | Rrustem Podvorica | Spandauer         |          |

| Cessioni | Cessioni | Cessioni | Cessioni |
| R.       | Nome     | a        | Modalità |
| -------- | -------- | -------- | -------- |

## Risultati

### Regionalliga nord

#### Girone di andata
| 1º agosto 1998, ore 14:30 CEST 1ª giornata | Oldenburg | 2 – 2 | Eintracht Braunschweig |  |

| 7 agosto 1998, ore 19:30 CEST 2ª giornata | Eintracht Braunschweig | 3 – 2 | Cloppenburg |  |

| 15 agosto 1998, ore 14:30 CEST 3ª giornata | Osnabrück | 1 – 4 | Eintracht Braunschweig |  |

| 22 agosto 1998, ore 16:00 CEST 4ª giornata | Eintracht Braunschweig | 2 – 0 | Holstein Kiel |  |

| 29 agosto 1998, ore 14:00 CEST 5ª giornata | S.F. Ricklingen | 0 – 2 | Eintracht Braunschweig |  |

| 4 settembre 1998, ore 19:30 CEST 6ª giornata | Eintracht Braunschweig | 1 – 0 | TuS Celle |  |

| 11 settembre 1998, ore 19:00 CEST 7ª giornata | Meppen | 4 – 0 | Eintracht Braunschweig |  |

| 18 settembre 1998, ore 19:30 CEST 8ª giornata | Eintracht Braunschweig | 4 – 2 | Amburgo II |  |

| 27 settembre 1998, ore 15:00 CEST 9ª giornata | Werder Brema II | 1 – 2 | Eintracht Braunschweig |  |

| 3 ottobre 1998, ore 14:00 CEST 10ª giornata | Eintracht Braunschweig | 3 – 1 | Wilhelmshaven |  |

| 10 ottobre 1998, ore 14:30 CEST 11ª giornata | Lüneburger | 0 – 0 | Eintracht Braunschweig |  |

| 17 ottobre 1998, ore 14:30 CEST 12ª giornata | Eintracht Braunschweig | 0 – 0 | Lubecca |  |

| 24 ottobre 1998, ore 14:00 CEST 13ª giornata | Arminia Hannover | 0 – 0 | Eintracht Braunschweig |  |

| 11 novembre 1998, ore 20:00 CET 14ª giornata | Eintracht Braunschweig | 7 – 1 | Kickers Emden |  |

| 6 novembre 1998, ore 20:00 CET 15ª giornata | Eintracht Braunschweig | 4 – 2 | Herzlake |  |

| 14 novembre 1998, ore 14:00 CET 16ª giornata | Eintracht Nordhorn | 1 – 1 | Eintracht Braunschweig |  |

| 20 novembre 1998, ore 19:30 CET 17ª giornata | Eintracht Braunschweig | 3 – 1 | Norderstedt |  |

#### Girone di ritorno
| 16 dicembre 1998, ore 20:00 CET 18ª giornata | Eintracht Braunschweig | 0 – 1 | Oldenburg |  |

| 3 aprile 1999, ore 14:30 CEST 19ª giornata | Cloppenburg | 2 – 3 | Eintracht Braunschweig |  |

| 10 dicembre 1998, ore 20:30 CET 20ª giornata | Eintracht Braunschweig | 2 – 0 | Osnabrück |  |

| 7 febbraio 1999, ore 15:00 CET 21ª giornata | Holstein Kiel | 2 – 2 | Eintracht Braunschweig |  |

| 12 febbraio 1999, ore 19:30 CET 22ª giornata | Eintracht Braunschweig | 0 – 1 | S.F. Ricklingen |  |

| 16 marzo 1999, ore 19:00 CET 23ª giornata | TuS Celle | 1 – 0 | Eintracht Braunschweig |  |

| 27 febbraio 1999, ore 15:00 CET 24ª giornata | Eintracht Braunschweig | 1 – 1 | Meppen |  |

| 7 marzo 1999, ore 15:00 CET 25ª giornata | Amburgo II | 2 – 3 | Eintracht Braunschweig |  |

| 13 marzo 1999, ore 15:00 CET 26ª giornata | Eintracht Braunschweig | 4 – 2 | Werder Brema II |  |

| 20 marzo 1999, ore 15:00 CET 27ª giornata | Wilhelmshaven | 1 – 1 | Eintracht Braunschweig |  |

| 26 marzo 1999, ore 19:00 CET 28ª giornata | Eintracht Braunschweig | 4 – 4 | Lüneburger |  |

| 10 aprile 1999, ore 14:30 CEST 29ª giornata | Lubecca | 2 – 1 | Eintracht Braunschweig |  |

| 16 aprile 1999, ore 19:30 CEST 30ª giornata | Eintracht Braunschweig | 2 – 0 | Arminia Hannover |  |

| 30 aprile 1999, ore 19:00 CEST 31ª giornata | Kickers Emden | 1 – 1 | Eintracht Braunschweig |  |

| 7 maggio 1999, ore 19:30 CEST 32ª giornata | Herzlake | 0 – 5 | Eintracht Braunschweig |  |

| 14 maggio 1999, ore 19:00 CEST 33ª giornata | Eintracht Braunschweig | 0 – 2 | Eintracht Nordhorn |  |

| 21 maggio 1999, ore 19:00 CEST 34ª giornata | Norderstedt | 2 – 4 | Eintracht Braunschweig |  |

## Statistiche

### Statistiche di squadra
| Competizione      | Punti | In casa | In casa | In casa | In casa | In casa | In casa | In trasferta | In trasferta | In trasferta | In trasferta | In trasferta | In trasferta | Totale | Totale | Totale | Totale | Totale | Totale | DR  |
| Competizione      | Punti | G       | V       | N       | P       | Gf      | Gs      | G            | V            | N            | P            | Gf           | Gs           | G      | V      | N      | P      | Gf     | Gs     | DR  |
| ----------------- | ----- | ------- | ------- | ------- | ------- | ------- | ------- | ------------ | ------------ | ------------ | ------------ | ------------ | ------------ | ------ | ------ | ------ | ------ | ------ | ------ | --- |
| Regionalliga nord | 64    | 17      | 11      | 3       | 3       | 40      | 20      | 17           | 7            | 7            | 3            | 31           | 22           | 34     | 18     | 10     | 6      | 71     | 42     | +29 |
| Totale            | 64    | 17      | 11      | 3       | 3       | 40      | 20      | 17           | 7            | 7            | 3            | 31           | 22           | 34     | 18     | 10     | 6      | 71     | 42     | +29 |

### Andamento in campionato
| Giornata  | 1 | 2 | 3 | 4 | 5 | 6 | 7 | 8 | 9 | 10 | 11 | 12 | 13 | 14 | 15 | 16 | 17 | 18 | 19 | 20 | 21 | 22 | 23 | 24 | 25 | 26 | 27 | 28 | 29 | 30 | 31 | 32 | 33 | 34 |
| --------- | - | - | - | - | - | - | - | - | - | -- | -- | -- | -- | -- | -- | -- | -- | -- | -- | -- | -- | -- | -- | -- | -- | -- | -- | -- | -- | -- | -- | -- | -- | -- |
| Luogo     | T | C | T | C | T | C | T | C | T | C  | T  | C  | T  | C  | C  | T  | C  | C  | T  | C  | T  | C  | T  | C  | T  | C  | T  | C  | T  | C  | T  | T  | C  | T  |
| Risultato | N | V | V | V | V | V | P | V | V | V  | N  | N  | N  | V  | V  | N  | V  | P  | V  | V  | N  | P  | P  | N  | V  | V  | N  | N  | P  | V  | N  | V  | P  | V  |
| Posizione | 8 | 5 | 3 | 1 | 1 | 1 | 2 | 1 | 1 | 1  | 2  | 1  | 3  | 1  | 1  | 2  | 2  | 2  | 2  | 2  | 2  | 3  | 3  | 3  | 3  | 3  | 3  | 3  | 3  | 3  | 3  | 3  | 3  | 3  |

Legenda:

Luogo: C = Casa; T = Trasferta. Risultato: V = Vittoria; N = Pareggio; P = Sconfitta.